# جیپسی کینگز

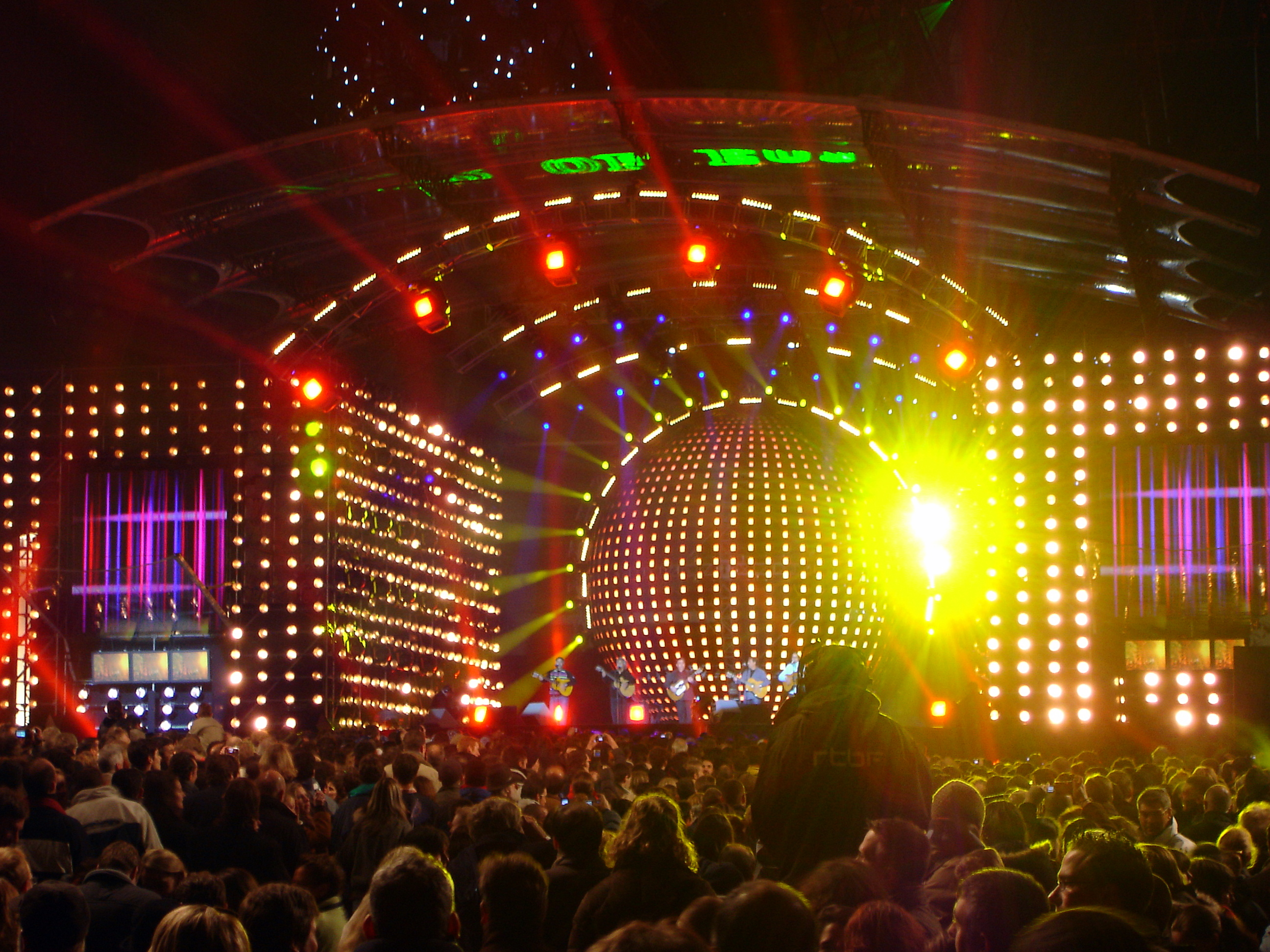
کنسرت جیپسی کینگز در سال ۲۰۰۷ در بروکسل، بلژیک.

جیپسی کینگز (اسپانیایی: Gipsy Kings‎؛ به معنای پادشاهان کولی) یک گروه موسیقی فرانسوی از شهرهای آرل و مون‌پلیه است که در سبک‌های فلامنکو، سالسا و پاپ فعالیت و به زبان‌های مختلفی به‌ویژه اسپانیایی با لهجهٔ جنوب فرانسه می‌خوانند. اعضای این گروه در فرانسه متولد شده‌اند، اما والدین‌شان از کولیان اسپانیایی بودند که در جریان جنگ داخلی اسپانیا در دههٔ ۱۹۳۰ مهاجرت کردند. آنها سبک «رومبا فلامنکو» را که نوعی سبک پاپ و از زیرشاخه‌های فلامنکو است، مورد توجه مخاطبان بین‌المللی قرار دادند.

## فعالیت حرفه‌ای

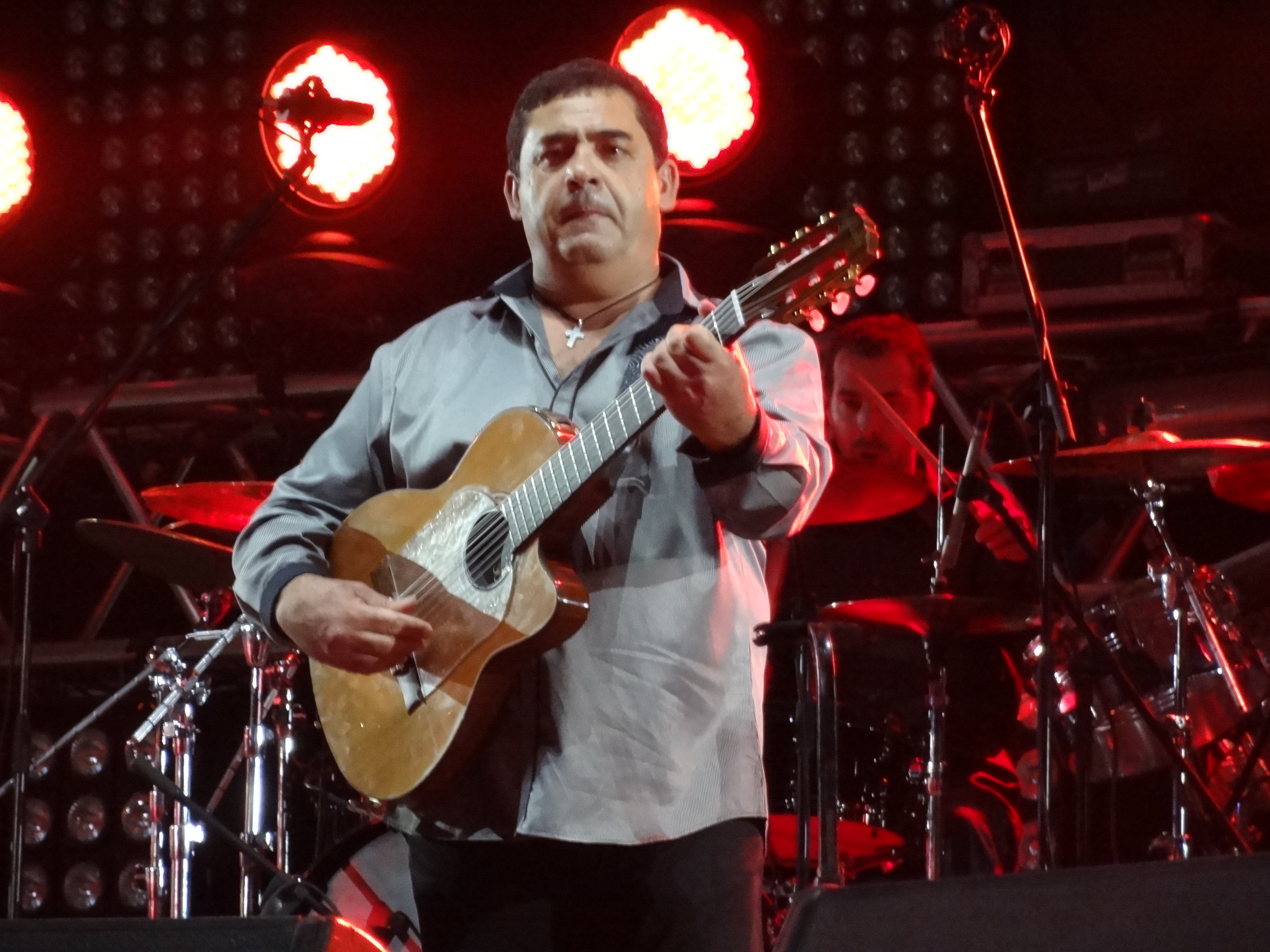
تونینو بالیاردو .گیتاریست.

اعضای جیپسی کینگز زادهٔ فرانسه هستند، اما با فرهنگ اسپانیایی رشد یافتند و سبک پاپ فلامنکو را به گوش مخاطبان جهانی رساندند. این گروه در شهر آرل در جنوب فرانسه در دههٔ ۱۹۷۰ میلادی تشکیل شد که طی آن نیکُلا رِیس و آندره ریس (فرزندان خوزه رِیس) با پسر دایی‌های خود ژاک، موریس و تونینو بالیاردو گرد هم آمدند. در آن زمان خوزه ریس و مانیتاس دِ پلاتا یک زوج هنری بودند که توانستند «رومبا فلامنکو» را (که با نام‌های رومبای اسپانیایی یا رومبای کولی هم شناخته می‌شود) در سطح گسترده‌تری به گوش مخاطبان برسانند. پس از جدایی خوزه از مانیتاس، او و پسرانش گروهی درست کردند که نامش «رِیس‌ها» (Los Reyes) بود که علاوه بر آنکه نام‌خانوادگی‌شان را نشان می‌داد، در اسپانیایی به معنای «پادشاهان» هم بود.
«رِیس‌ها» کارشان را به‌عنوان یک گروه موسیقی کولی‌ها آغاز کردند. آنها در سرتاسر فرانسه سفر کرده و در مجالس عروسی، جشنواره‌ها و خیابان‌های شهر به اجرای موسیقی پرداختند. از آنجایی که سبک زندگی آنها بسیار شبیه کولیان بود، بعدها نام «جیپسی کینگز» را برگزیدند. کمی بعد، آنها به میهمانی‌های سطح بالاتری در سن-تروپه، دعوت می‌شدند، اما دو آلبوم نخست آنان چندان مورد توجه واقع نشد. تا به اینجا، موسیقی آنان فلامنکوی سنتی بود که صدای نیکُلا و گیتار تونینو بدان جان می‌بخشید.
گروه جیپسی کینگز ترکیبی از گیتاریست‌های چپ‌دست و راست‌دست بود: سه برادر از خانوادهٔ رِیس (نیکلا، آندره و پاچی) چپ‌دست بودند و با گیتارهای چپ‌دستان (و البته گاهی نیز گیتار راست‌دستان که سیم می آن در پائین قرار می‌گیرد) می‌نواختند. دیه‌گو بالیاردو نیز چپ‌دست بود، اما گیتار چپ‌دستی می‌نواخت که سیم می آن در بالا قرار داشت. کانوت ریس، پل ریس و پاکو بالیاردو راست‌دست هستند. همه این چپ‌دست‌ها به کمک این سه راست‌دست، ریتم‌های پرقدرت پس‌زمینه را می‌نوازند و تک‌نواز اصلی گروه تونینو بالیاردو بود که گیتاریستی راست‌دست با شیوهٔ نوازندگی فلامنکوی سنتی بود.
گروه جیپسی کینگز مورد انتقاد موسیقی‌دانان فلامنکوی سنتی بوده است، اما نیکلا ریس در مصاحبه‌ای گفت که سبک فلامنکو اصولاً در وضعیت خوبی قرار ندارد و او به موفقیت‌ گروهش افتخار می‌کند. آلبوم ۱۹۹۷ آنان قطب‌نما حاوی فلامنکوی سنتی بیشتری است.

## موفقیت
آغاز موفقیت جیپسی کینگز با آلبوم سوم آنها جیپسی کینگز بود که ترانه‌های جوبی جوبا، بامبولئو و یک عشق را شامل می‌شد. این آلبوم در سال ۱۹۸۹ در ایالات متحده آمریکا منتشر شد و ۴۰ هفته در جدول موسیقی باقی ماند و یکی از معدود آلبوم‌های اسپانیایی‌زبان بود که به چنین موفقیتی دست یافت. آنها در سال ۱۹۹۱ میلادی، ترانه «من هیچگونه وابستگی عاطفی ندارم» را برای یکی از ویدئوهای شرکت والت دیزنی بازخوانی کردند. بازخوانی هتل کالیفرنیا توسط جیپسی کینگز نمونه‌ای از گیتارنوازی سریع فلامنکو توسط تک‌نواز و هم‌نوازی ریتمیک گیتارهای پس‌زمینه بود و در فیلم لبوفسکی بزرگ (۱۹۹۸) به کارگردانی برادران کوئن به‌کار رفت. در داستان اسباب‌بازی ۳ اقتباس اسپانیایی آنها از ترانه «دوستی در من داری» تحت عنوان «دوستی در درونم هست» (Hay un Amigo en Mi) به‌کار گرفته شد. ترانهٔ بامبولئو نیز در پویانمایی آواز استفاده شد.

## پروژه‌های فردی
برخی از اعضای گروه جیپسی کینگز اقدام به انتشار آلبوم‌هایی از آثار شخصی خود نموده‌اند. در سال ۱۹۸۸ کانوت نخستین آلبوم خود به نام «بولرو» را روانهٔ بازار کرد. او یک آلبوم دیگر به نام «کولی» هم منتشر نموده‌است. آندره رِیس یک آلبوم شخص در سال ۱۹۹۲ ضبط کرد، اما هرگز آنرا به‌طور رسمی منتشر نکرد و نسخهٔ‌های غیرقانونی از آن به دست دوستدارانش رسید و در اینترنت عرضه شد. تونینو نیز یک آلبوم از آثار بی‌کلام خود به نام «چکیده‌ها» را در سال ۲۰۰۱ منتشر کرد که در سال ۲۰۰۳ مجدداً بازنشر گردید.

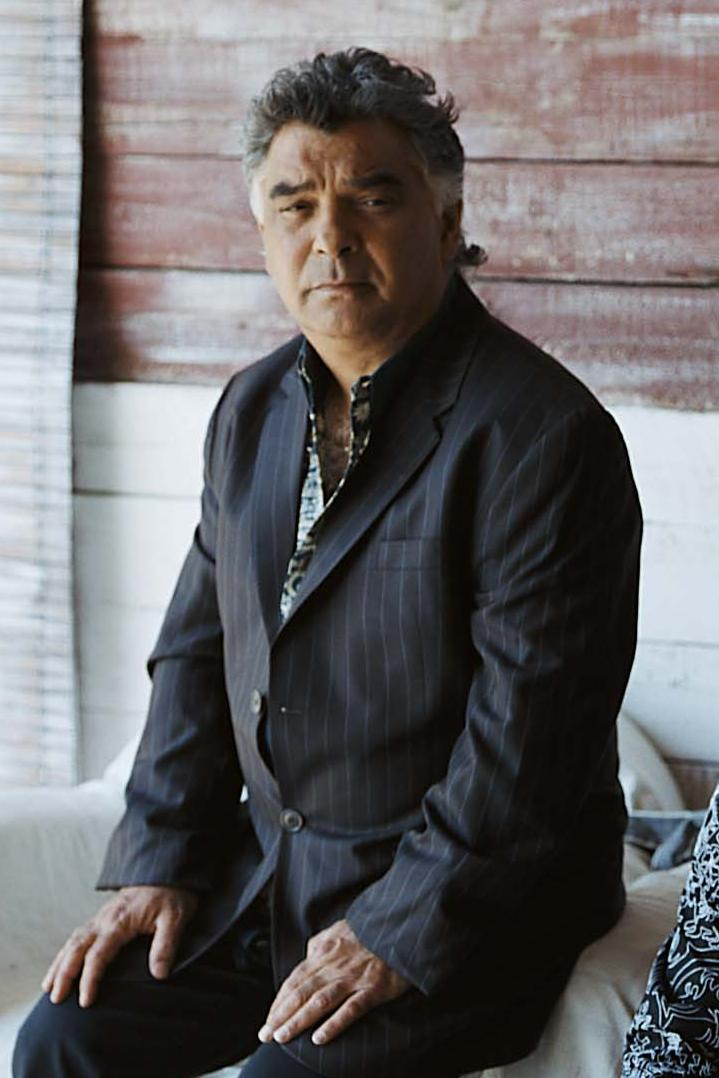
نیکُلا رِیس خوانندهٔ فرانسوی جیپسی کینگز، همچنان رهبری گروه را به عهده دارد.

## همکاری‌ها
جیپسی کینگز با هنرمندان مشهور متعددی همکاری داشته‌اند که از آن میان، می‌توان به جون بایز، فرانسیس کابرل، زیگی مارلی (پسر باب مارلی) و بناناراما اشاره کرد.

## اعضای گروه
اعضای این گروه از دو خانواده تشکیل شده‌اند که نسبت خویشاوندی با هم دارند: برادران رِیس که پسران «خوزه ریس» و خواهرزادگان مانیتاس دِ پلاتا هستند و برادران بالیاردو که پسران مانیتاس هستند.
- نیکُلا رِیس - پایه‌گذار و خوانندهٔ اصلی
- کانوت ریس - خواننده، گیتارنواز
- آندره ریس - خواننده و گیتارنواز
- پاچی ریس - خواننده و گیتارنواز
- پابلو (پُل) ریس - گیتارنواز
- تونینو بالیاردو - پایه‌گذار و تک‌نواز گیتار
- دیه‌گو بالیاردو - گیتارنواز
- پاکو بالیاردو - گیتارنواز

شیکو بوشیکی، یکی از پایه‌گذاران گروه و داماد «خوزه ریس» بود که پس از انتشار آلبوم موزائیک در سال ۱۹۸۹ میلادی، جیپسی کینگز را ترک کرد و یک گروه موسیقی دیگر به نام «شیکو و کولی‌ها» را بنیان نهاد.
تا سال ۲۰۱۵ میلادی، تنها نیکلا و تونینو در گروه باقی مانده‌اند و بقیه از گروه جدا شده‌اند.

## آلبوم‌شناسی

### آلبوم‌های استودیویی
- ۱۹۸۲ - شادی
- ۱۹۸۳ - ماه آتشین
- ۱۹۸۷ - جیپسی کینگز
- ۱۹۸۹ - موزائیک
- ۱۹۹۱ - این دنیا
- ۱۹۹۳ - عشق و آزادی
- ۱۹۹۵ - ستارگان (نسخهٔ آمریکایی‌اش با نام «سرزمین کولی‌ها» در سال ۱۹۹۶ منتشر شد)
- ۱۹۹۶ - ترانه‌های عاشقانه (نسخهٔ آمریکایی‌اش با نام «آهنگ‌های عاشقانه» در سال ۱۹۹۸ منتشر شد)
- ۱۹۹۷ - قطب‌نما
- ۲۰۰۱ - ما کولی هستیم
- ۲۰۰۴ - ریشه‌ها
- ۲۰۰۶ - مسافر
- ۲۰۱۳ - طعم فلامنکو

### آلبوم‌های زنده
- ۱۹۹۲ - اجرای زنده
- ۲۰۱۴ - اجرای زنده جیپسی کینگز

### آلبوم‌های گردآوری‌شده
- ۱۹۹۰ - شادی (نسخهٔ آمریکایی)
- ۱۹۹۴ - برترین‌های جیپسی کینگز
- ۱۹۹۵ - بهترین‌های جیپسی کینگز
- ۱۹۹۹ - پرواز خواهم کرد! بهترین‌های جیپسی کینگز
- ۲۰۱۲ - ترانه‌های ضروری جیپسی کینگز

### تک‌آهنگ‌ها
| سال                                                                                           | تک‌آهنگ                                      | جدول   | جدول    | جدول              | جدول      | جدول             | جدول             | جدول              | جدول                  | جدول                    | جدول             | جدول                | جدول                | گواهینامه | آلبوم                                     |
| سال                                                                                           | تک‌آهنگ                                      | فرانسه | ایتالیا | هلند              | بلژیک     | آلمان            | اتریش            | سوئیس             | جمهوری ایرلند         | بریتانیا                | استرالیا         | ایالات متحده آمریکا | ایالات متحده آمریکا | گواهینامه | آلبوم                                     |
| سال                                                                                           | تک‌آهنگ                                      | SNEP   | FIMI    | ۴۰ آهنگ برتر هلند | اولتراتاپ | جدول کنترل رسانه | او۳ تاپ ۴۰ اتریش | جدول موسیقی سوئیس | جدول تک‌آهنگ‌های ایرلند | جدول تک‌آهنگ‌های بریتانیا | جدول‌های ای‌آرآی‌ای | ترانه‌های دنس کلاب   | ترانه‌های داغ لاتین  | گواهینامه | آلبوم                                     |
| --------------------------------------------------------------------------------------------- | ------------------------------------------- | ------ | ------- | ----------------- | --------- | ---------------- | ---------------- | ----------------- | --------------------- | ----------------------- | ---------------- | ------------------- | ------------------- | --------- | ----------------------------------------- |
| ۱۹۸۷                                                                                          | "جوبی، جوبا"                                | ۱۵     | —       | —                 | —         | —                | —                | —                 | —                     | —                       | —                | —                   | —                   |           | جیپسی کینگز                               |
| ۱۹۸۷                                                                                          | "بامبولئو"                                  | ۷      | —       | —                 | —         | —                | —                | —                 | —                     | —                       | —                | —                   | —                   |           | جیپسی کینگز                               |
| ۱۹۸۷                                                                                          | "جوبی، جوبا / بامبولئو" (دوتایی روی A صفحه) | ۳      | —       | —                 | —         | —                | —                | —                 | —                     | —                       | —                | —                   | —                   |           | جیپسی کینگز                               |
| ۱۹۸۸                                                                                          | "بامبولئو" (آمریکا/اروپا)                   | —      | ۳       | ۵                 | ۲۳        | ۱۸               | ۱۲               | —                 | —                     | —                       | —                | —                   | ۶                   |           | جیپسی کینگز                               |
| ۱۹۸۸                                                                                          | "جوبی، جوبا" (آمریکا/هلند)                  | —      | —       | ۳۴                | —         | —                | —                | —                 | —                     | —                       | —                | —                   | —                   |           | جیپسی کینگز                               |
| ۱۹۸۸                                                                                          | "بـِم، بـِم، ماریا"                           | —      | —       | —                 | —         | —                | —                | —                 | —                     | —                       | —                | —                   | —                   |           | جیپسی کینگز                               |
| ۱۹۸۹                                                                                          | "به روش خودم"                               | —      | —       | —                 | —         | —                | —                | —                 | —                     | —                       | —                | —                   | —                   |           | جیپسی کینگز                               |
| ۱۹۸۹                                                                                          | "بامبولئو" (آمریکا/استرالیا)                | —      | —       | —                 | —         | —                | —                | —                 | —                     | –                       | ۱۹               | —                   | —                   |           | جیپسی کینگز                               |
| ۱۹۸۹                                                                                          | "بیایید برقصیم"                             | —      | —       | —                 | —         | —                | —                | —                 | —                     | —                       | —                | —                   | ۳                   |           | موزائیک                                   |
| ۱۹۸۹                                                                                          | "من هستم"                                   | ۲۰     | —       | —                 | ۴۳        | —                | —                | ۲۵                | —                     | —                       | —                | —                   | —                   |           | موزائیک                                   |
| ۱۹۸۹                                                                                          | "پرواز"                                     | ۱۶     | ۳۱      | ۲۶                | ۲۴        | —                | —                | —                 | —                     | –                       | ۹۰               | —                   | ۱                   |           | موزائیک                                   |
| ۱۹۹۰                                                                                          | "قدم‌زنان در امتداد خیابان"                  | —      | —       | —                 | —         | —                | —                | —                 | —                     | —                       | —                | —                   | —                   |           | موزائیک                                   |
| ۱۹۹۱                                                                                          | "هتل کالیفرنیا"                             | —      | —       | —                 | —         | —                | —                | —                 | —                     | —                       | —                | —                   | —                   |           | رباعیات: چهلمین سالگرد الکترا             |
| ۱۹۹۱                                                                                          | "با من برقص"                                | ۳۶     | —       | ۵                 | ۷         | ۱۶               | ۱۰               | ۲۷                | —                     | —                       | —                | —                   | ۹                   |           | این دنیا                                  |
| ۱۹۹۱                                                                                          | "بی او"                                     | —      | —       | —                 | —         | ۸۰               | —                | —                 | —                     | —                       | —                | —                   | ۱۲                  |           | این دنیا                                  |
| ۱۹۹۲                                                                                          | "برایم از او بپرسید"                        | ۲۸     | ۲۲      | —                 | ۳۹        | ۶۸               | ۲۲               | —                 | —                     | —                       | —                | —                   | —                   |           | برترین‌های جیپسی کینگز                     |
| ۱۹۹۲                                                                                          | "می‌خواهم بدانم"                             | —      | —       | —                 | —         | —                | —                | —                 | —                     | —                       | —                | —                   | ۲۵                  |           | زنده                                      |
| ۱۹۹۳                                                                                          | "عاشقش هستم"                                | —      | —       | —                 | —         | —                | —                | —                 | —                     | —                       | —                | —                   | —                   |           | عشق و آزادی                               |
| ۱۹۹۳                                                                                          | "به من گوش کن"                              | —      | —       | —                 | —         | ۶۱               | —                | —                 | —                     | —                       | —                | —                   | —                   |           | عشق و آزادی                               |
| ۱۹۹۴                                                                                          | "زنده نخواهم ماند"                          | —      | —       | —                 | —         | —                | —                | —                 | —                     | —                       | —                | —                   | ۲۹                  |           | عشق و آزادی                               |
| ۱۹۹۴                                                                                          | "میکس تابستانی - گلچین برترین‌ها"            | —      | ۱۳      | —                 | ۳۴        | —                | —                | —                 | ۱۸                    | ۵۳                      | —                | —                   | —                   |           | برترین‌های جیپسی کینگز                     |
| ۱۹۹۵                                                                                          | "رومبای نیکُلا"                              | —      | —       | —                 | —         | —                | —                | —                 | —                     | —                       | —                | —                   | —                   |           | ستارگان                                   |
| ۱۹۹۵                                                                                          | "تقدیم به تو، تقدیم به تو"                  | —      | —       | —                 | —         | —                | —                | —                 | —                     | —                       | —                | —                   | —                   |           | ستارگان                                   |
| ۱۹۹۷                                                                                          | "فقط برای تو (برای دلبندم)"                 | —      | —       | —                 | —         | —                | —                | —                 | —                     | —                       | —                | ۲۲                  | —                   |           | قطب‌نما                                    |
| ۱۹۹۷                                                                                          | "چقدر خوب و چقدر بد"                        | —      | —       | —                 | —         | —                | —                | —                 | —                     | —                       | —                | —                   | —                   |           | قطب‌نما                                    |
| ۱۹۹۸                                                                                          | "اوه ئه، اوه ئه / جشن و سرور شروع می‌شود"    | —      | —       | —                 | —         | —                | —                | —                 | —                     | —                       | —                | —                   | —                   |           | هنرمندان گوناگون - بزن بریم! اولـا! اوله! |
| ۱۹۹۹                                                                                          | "هتل کالیفرنیا و میکس برترین‌ها ۹۹"          | —      | —       | —                 | —         | —                | —                | —                 | —                     | —                       | —                | —                   | —                   |           | فقط تک‌آهنگ                                |
| خط "—" نشان می‌دهد که آن ترانه وارد جدول موسیقی مورد نظر نگردید، یا آنکه در آن کشور منتشر نشد. |                                             |        |         |                   |           |                  |                  |                   |                       |                         |                  |                     |                     |           |                                           |